# ロジノール
ロジノール（英: Rhodinol）は、化学式C10H20Oで表される有機化合物である。香料などに利用される。

## 性質
優雅なローズ香を持つ、無色ないし淡黄色の液体である。化学的にはローズオイルやゼラニウム油に含まれる（－）（S）-シトロネロールを指すが、市販品はゼラニウム油から分離したl（－）-シトロネロールを主体とした混合体で、ゲラニオール、4-テルピネオール、リナロール、α-テルピネオール、フェネチルアルコールなどが含有する。

## 製造
ブルボンタイプのゼラニウム油をアルカリ処理したのち分留することで得られる。

## 用途
高級品のローズやミューゲ（ミュゲ, muguet）などのフローラル系調合香料のほか、シトラス、ローズ、トロピカルフルーツ系フレーバー、タバコ用香料としても利用される。